# Munro (film)
Munro è un film d'animazione del 1960 di Gene Deitch, vincitore dell'Oscar al miglior cortometraggio d'animazione nel 1961.